# Malu cu Flori
Malu cu Flori es una comuna ubicada en el distrito de Dâmbovița, Rumania.

## Superficie
Posee una superficie de 22,71 kilómetros cuadrados.

## Demografía
Hasta 2021 la población era de 2404 habitantes, con una densidad de población de 105,9 habitantes por kilómetro cuadrado.